# Raffaella Fico
Raffaella Fico (Cercola, 29 de janeiro de 1988) é uma apresentadora de televisão, modelo e atriz italiana. Quando contava com 20 anos, já tendo participado do Grande Fratello 8 (versão italiana do programa Big Brother), a modelo chegou a pedir 1,3 milhão de euros por sua virgindade. Dentre seus relaconamentos amorosos com jogadores de futebol, relatam-se nomes como Cristiano Ronaldo e Mario Balotelli. Além participações no cinema, Raffaella se voltou para uma prolífica carreira televisiva, participando de diversos programas na televisão italiana.

## Biografia
Ela passou sua infância em Casalnuovo de Nápoles, onde seu pai tem uma loja de frutas e vegetais. Depois de se formar como socio-psicopedagoga, em 2007 ela venceu a edição XX do concurso de beleza "Miss Grand Prix".
Ganhou os holofotes da mídia em 2008, participando da oitava edição do reality show Big Brother Italia, hospedado por Alessia Marcuzzi no Canal 5, onde fez sucesso e notoriedade, mas foi eliminado durante a décima edição, com 40% dos votos. No verão de 2008, participou de Sguardi diversi, filme dirigido por Maria Manna, e participou de Lucignolo, no canal de televisão aberta Italia1, onde obteve um grande sucesso de público.[carece de fontes?]
Em 2009 lançou seu calendário para a revista semanal Max. Durante 2009 foi uma das apresentadoras do programa Real TV (e foi, mais tarde, também nos verões de 2010 e 2011) do canal Italia1. No outono de 2009, ao lado de Enrico Papi, apresentou os game shows Il colore dei soldi e Prendere o lasciare, da Italia1.
Na primavera de 2010 foi dançarina de Enrico Papi em game show "CentoXCento" no canal Itália 1. No verão de 2010 foi uma das enviadas a "Mitici 80", programa do Itália 1. Desde setembro de 2010 Raffaella (junto com Melita Toniolo e Veronica Ciardi) é uma apresentadora de "Animal Real TV" na Sky. No outono de 2010 no Itália 1 ela foi a primeira mulher no game show de Enrico Papi, Trasformat e entrou no cast de Saturday Night Live from Milano, programas do Italia1.
Em fevereiro de 2011, se tornou um dos concorrentes da oitava edição do programa L'isola dei famosi, reality show apresentado por Simona Ventura no canal Rai 2, sendo eliminado durante o sétimo sorteio, com 32% dos votos: mais tarde, participou de vários programas na RAI. Fico é a primeira ex-Grande Fratello que participa da Isola dei famosi. No verão de 2011 tornou-se, sob a direção de Claudio Risi, um dos protagonistas do filme de Matrimonio a Parigi, com Rocco Siffredi, Diana Del Bufalo e Massimo Boldi, lançado nos cinemas da Itália no 21 de outubro de 2011.
No outono de 2011, participou como concorrente em Baila!, reality show de dança no Canal 5 liderada por Barbara d'Urso, chegando em quarto lugar em conjunto com o ex-jogador de basquete Gianmarco Pozzecco. Em outubro de 2011, como ator convidado, apareceu, junto com os protagonistas Alessia Marcuzzi e Debora Villa, de Cosi fan tutte, sitcom exibida pelo canal Italia1. Em maio de 2012, Fico foi uma das vítimas de Scherzi a parte, e desde julho de 2012 integra o elenco de Ricci e capricci, uma sitcom do canal Italia1.

## Televisão

### Programas de Televisão
- Lucignolo (Italia 1; 2008)
- Real TV (Italia 1; 2009-2011)
- Colorado Cafè (Italia 1; 2009)
- Il colore dei soldi (Italia 1; 2009)
- Prendere o lasciare (Italia 1; 2009)
- CentoxCento (Italia 1; 2010)
- Mitici 80 (Italia 1; 2010)
- Trasformat (Italia 1; 2010)
- Animal Real TV (Sky; 2010-2011)
- Saturday Night Live from Milano (Italia 1; 2010-2011)
- Scherzi a parte (Canale 5; 2012)

### Reality Show
- Grande Fratello 8 (2008; Canale 5)
- L'isola dei famosi 8 (2011; Rai 2)

### Talent Show
- Baila! (2011; Canale 5)

## Filmografia

### Cinema
- Sguardi Diversi (2008)
- Nuvole, soltanto nuvole (2008)
- Matrimonio a Parigi (2011)

### Sitcom TV
- Così fan tutte (Italia 1; 2011)
- Ricci e capricci (Italia 1; 2012)